# DDRMAX2: Dance Dance Revolution 7thMIX
DDRMAX2: Dance Dance Revolution 7thMIX es el 7.º arcade de la serie Dance Dance Revolution publicada por Konami el 17 de abril de 2002. A pesar de que es exclusivo de Japón, algunas máquinas están disponibles a nivel mundial. Contiene 116 canciones en total, 34 para esta entrega y 20 de ellas están bloqueadas.
Los colores de la interfaz son plomo, amarillo y naranjo y el N.º de pies es restablecido debajo del Groove Radar.

## Extra Stages
Completando cualquier canción en Heavy (ahora EXPERT) con AA se desbloquea MAXX UNLIMITED, EXPERT, 1.5x, Dark (desaparece la línea de flechas plomas), reversa y presión (empieza con la barra al MAX pero no se regenera por cada falla)
Encore Extra: completando el Extra con AA la rueda queda bloqueada en 革命 (KAKUMEI) pero solo para la dificultad EXPERT a 3x, dark, reversa y muerte súbita (desde el Supernova 2 es remplazado por RISKY).

## Challenge Mode
El Nonstop Challenge, también llamado Oni mode, es introducido en MAX2. Es renombrado a Challenge Mode desde el DDR Extreme para distinguir del curso normal (Nonstop). Solo te dán 4 vidas (se pierde con cada Good/Boo (ahora Almost)/Miss/Mina o Shock Arrow desde el DDR X/N.G.) por lo cual, al perder todas, termina el juego.
La batería challenge también es usada desde el DDR Supernova 2 cuando un jugador pasa a Extra Stages.
Algunas canciones tienen dificultad Oni (鬼?   literalmente demonio) y no están disponibles en la versión arcade (salvo en los cursos), solo en la versión de PlayStation 2 como única dificultad y desde el DDR Extreme.

## Lista de canciones
Esta lista es solo para la versión arcade japonesa. Junko Karashima (Jun) hace su aparición. Canciones con claqueta contiene video en entregas post-Supernova.
| Canciones                                                                     | Artistas                           | Notas |
| Nuevas canciones                                                              | Nuevas canciones                   | Nuevas canciones |
| ----------------------------------------------------------------------------- | ---------------------------------- | --- |
| "A MINUTE (Extended Mix)"                                                     | X-TREME                            | de Dancemania 20 |
| "DESTINY"                                                                     | NAOKI feat. PAULA TERRY            | Original de Konami |
| "DRIFTING AWAY"                                                               | LANGE feat. SKYE                   | de The Best of World Trance FantasiA 2 |
| "ever snow"                                                                   | YOMA KOMATSU                       | Original de Konami |
| "FANTASY"                                                                     | LOCKOUT                            | de Dancemania 21 |
| "IT'S RAINING MEN ~Almighty Mix~"                                             | GERI HALLIWELL                     | de Dancemania 20 |
| "LONG TRAIN RUNNIN'"                                                          | BUS STOP                           | de Dancemania 21 |
| "LOOK AT US (Daddy DJ Remix)"                                                 | SARINA PARIS                       | de ZIPmania 02 |
| "MAXIMUM OVERDRIVE (KC Club Mix)"                                             | 2 UNLIMITED                        | de Dancemania 21 |
| "NOTHING GONNA STOP (Dance Mania Mix)"                                        | MICKY                              | de Dancemania 21 |
| "rain of sorrow"                                                              | NM feat. EBONY FAY                 | Original de Konami |
| "Secret Rendez-vous"                                                          | DIVAS                              | Original de Konami |
| "STAY"                                                                        | TESS                               | de Dancemania 21 |
| "THE REFLEX"                                                                  | DURAN DURAN                        | de Dancemania 80's TWO |
| "TRANCE DE JANEIRO (SAMBA DE JANEIRO 2002 Epic Vocal Remix)"                  | BELLINI                            | de Dancemania SUPER TRANCE BEST |
| "BABY LOVE ME"                                                                | JUDY CRYSTAL                       | Licencia de Toshiba-EMI |
| "CANDY♥"                                                                      | 小坂りゆ                           | Original de Konami |
| "D2R"                                                                         | NAOKI                              | Original de Konami |
| "DIVE TO THE NIGHT"                                                           | 小坂りゆ                           | Original de Konami |
| "LITTLE BOY (BOY ON BOY MIX)"                                                 | CAPTAIN JACK                       | de CAPTAIN'S BEST |
| "LIVING IN AMERICA"                                                           | ROSE & JOHN                        | de Dancemania SPEED 8 |
| "MORE THAN I NEEDED TO KNOW"                                                  | SCOOTH                             | de Dancemania DELUX 5 |
| "SO FABULOUS SO FIERCE (FREAK OUT)"                                           | THUNDERPUSS feat. JOCELYN ENRIQUEZ | de Dancemania 20 |
| "Sweet Sweet ♥ Magic"                                                         | jun                                | Original de Konami |
| "THE WHSITLE SONG (Blow My Whistle Bitch)"                                    | DJ ALIGATOR PROJECT                | de Dancemania SUPER TRANCE BEST |
| "THERE YOU'LL BE"                                                             | DJ SPEEDO feat. ANGELICA           | de Dancemania SPEED 8 |
| "TSUGARU"                                                                     | RevenG vs DE-SIRE                  | Original de Konami |
| "WAKA LAKA"                                                                   | JENNY ROM vs ZIPPERS               | de Dancemania SPEED 8 |
| "BRE∀K DOWN"                                                                  | BeForU                             | Original de Konami |
| Proveniente de DDRMAX                                                         |                                    | |
| "Firefly"                                                                     | BeForU                             | de DDRMAX: Dance Dance Revolution 6thMIX |
| "HIGHS OFF U (Scorccio XY Mix)"                                               | 4 REEEL                            | de Dancemania SUMMERS 2001 |
| "ORDINARY WORLD"                                                              | AURORA featuring NAMIEE COLEMAN    | de The Best of World Trance FantasiA |
| "www.BLONDE GIRL (MOMO MIX)"                                                  | JENNY ROM                          | de Dancemania SPEED BEST 2001 |
| "DO YOU REMEMBER ME"                                                          | JENNY                              | de Dancemania HAPPY PARADISE 2 |
| "JUSTIFY MY LOVE"                                                             | TESS                               | de Dancemania X8 |
| "LET'S GROOVE"                                                                | TIPS & TRICKS VS WISDOME           | de Dancemania SUMMERS 2001 |
| "LOVIN' YOU (ROB SEARLE CLUB MIX)"                                            | VINYL BABY                         | de The Best of World Trance FantasiA |
| "MIRACLE"                                                                     | ST. JANNARO                        | de Dancemania SUMMERS 2001 |
| "ON THE JAZZ"                                                                 | Jonny Dynamite!                    | de Dance Dance Revolution 5thMix (JP PS) |
| "The Centre Of The Heart (STONEBRIDGE CLUBMIX)"                               | Roxette                            | Licencia de Toshiba-Emi |
| "true... (radio edit)"                                                        | 小坂りゆ                           | de DDRMAX: Dance Dance Revolution 6thMIX |
| "夜空ノムコウ"                                                                | EUROBEAT LOVERS                    | de Dancemania HAPPY PARADISE 2 |
| "COWGIRL"                                                                     | BAMBEE                             | de Dancemania HAPPY PARADISE 2 |
| "DIVE (more deep & deeper style)"                                             | BeForU                             | de Dance Dance Revolution 5thMix (JP PS) |
| "FANTASY"                                                                     | MELISSA                            | de Dancemania HAPPY PARADISE 2 |
| "そばかす"                                                                    | TIGGY                              | de Dancemania HAPPY PARADISE 2 |
| "I'M IN THE MOOD FOR DANCING"                                                 | SHARON                             | de Dancemania HAPPY PARADISE 2 |
| "Let the beat hit 'em! (CLASSIC R&B STYLE)"                                   | Stone Bros.                        | de Dance Dance Revolution Extra Mix |
| "Look To The Sky"                                                             | SySF feat. ANNA                    | de Dance Dance Revolution 5thMix (JP PS) |
| "MY SWEET DARLIN'"                                                            | WILDSIDE                           | de Dancemania HAPPY PARADISE 2 |
| "NORI NORI NORI"                                                              | JUDY CRYSTAL                       | de Dancemania HAPPY PARADISE 2 |
| "Share My Love"                                                               | Julie Frost                        | de Dance Dance Revolution 4thMix (JP PS) |
| "SO DEEP (PERFECT SPHERE REMIX)"                                              | SILVERTEAR                         | de The Best of World Trance FantasiA |
| "SOMEWHERE OVER THE RAINBOW"                                                  | COSMIC GATE                        | de The Best of World Trance FantasiA |
| "true... (Trance Sunrise Mix)"                                                | 小坂りゆ                           | de DDRMAX: Dance Dance Revolution 6thMIX |
| "TWILIGHT ZONE (R-C Extended Club Mix)"                                       | 2 UNLIMITED                        | de Dancemania X9 |
| "WITCH DOCTOR (GIANT TOONS VERSION)"                                          | CARTOONS                           | de CARTOONS TOONTASTIC! |
| "CANDY☆"                                                                      | Luv UNLIMITED                      | de DDRMAX: Dance Dance Revolution 6thMIX |
| "Do It Right"                                                                 | SOTA feat. Ebony Fay               | de Dance Dance Revolution 5thMix (JP PS) |
| "exotic ethnic"                                                               | RevenG                             | de DDRMAX: Dance Dance Revolution 6thMIX |
| "Groove"                                                                      | Sho-T feat. Brenda                 | de Dance Dance Revolution 4thMix (JP PS) |
| "Groove 2001"                                                                 | Sho-T feat. Brenda                 | de Dance Dance Revolution Extra Mix |
| "Midnite Blaze"                                                               | U1 Jewel Style                     | de Dance Dance Revolution 4thMix (JP PS) |
| "Healing Vision ~Angelic mix~"                                                | 2MB                                | de Dance Dance Revolution 5thMix (JP PS) |
| "MAX 300"                                                                     | Ω                                  | de DDRMAX: Dance Dance Revolution 6thMIX |
| "ORION.78 ~civilization mix~"                                                 | 2MB                                | de Dance Dance Revolution 4thMix (JP PS) |
| Canciones revividas Nota: Casi todas fueron eliminadas erróneamente en DDRMAX |                                    | |
| "BURNIN' THE FLOOR"                                                           | NAOKI                              | de Dance Dance Revolution 4thMix |
| "ABSOLUTE"                                                                    | dj TAKA                            | de Beatmania IIDX 4th Style |
| "CAN'T STOP FALLIN' IN LOVE"                                                  | NAOKI                              | de Dance Dance Revolution Solo 2000 |
| "era (nostalmix)"                                                             | TaQ                                | de Beatmania IIDX 3rd Style |
| "Healing Vision"                                                              | DE-SIRE                            | de Dance Dance Revolution 5thMix |
| "ORION.78 (AMeuro-MIX)"                                                       | RE-VENGE                           | de Dance Dance Revolution 4thMix |
| "B4U"                                                                         | NAOKI                              | de Dance Dance Revolution 4thMix |
| "BRILLIANT 2U"                                                                | NAOKI                              | de Dance Dance Revolution 2ndMix |
| "BROKEN MY HEART"                                                             | NAOKI feat. PAULA TERRY            | de Dance Maniax |
| "CAN'T STOP FALLIN' IN LOVE ~SPEED MIX~"                                      | NAOKI                              | de Dancemania SPEED 6 |
| "CELEBRATE NITE"                                                              | N.M.R.                             | de Dancing Stage featuring True Kiss Destination                                                                                              |
| "DROP THE BOMB"                                                               | Scotty D.                          | de Dance Dance Revolution 3rdMix (JP PS) |
| "END OF THE CENTURY"                                                          | NO.9                               | de Dance Dance Revolution 3rdMix Basado en la canción de Beethoven titulado Sinfonía Nº 9 en Re menor, Op. 125 "Ode to Joy"                   |
| "HYSTERIA"                                                                    | NAOKI 190                          | de Dance Dance Revolution Solo Bass Mix |
| "INSERTiON"                                                                   | NAOKI underground                  | de Dance Dance Revolution 5thMix |
| "LOVE AGAIN TONIGHT ~For Melissa MIX~"                                        | NAOKI feat. PAULA TERRY            | de Dance Dance Revolution 4thMix |
| "祭 JAPAN"                                                                    | RE-VENGE                           | de Dance Dance Revolution 5thMix |
| "STILL IN MY HEART"                                                           | NAOKI                              | de Dance Dance Revolution 5thMix |
| "AFRONOVA"                                                                    | RE-VENGE                           | de Dance Dance Revolution 3rdMix |
| "AM-3P"                                                                       | KTz                                | de Dance Dance Revolution 2ndMix |
| "BRILLIANT 2U (Orchestra-Groove)"                                             | NAOKI                              | de Dance Dance Revolution 2ndMix |
| "DEAD END"                                                                    | N&S                                | de Dance Dance Revolution 3rdMix |
| "DROP OUT"                                                                    | NW260                              | de Dance Dance Revolution Solo 2000 |
| "DYNAMITE RAVE"                                                               | NAOKI                              | de Dance Dance Revolution 3rdMix |
| "PARANOiA KCET ~clean mix~"                                                   | 2MB                                | de Dance Dance Revolution (JP PS) |
| "PARANOiA"                                                                    | 180                                | de Dance Dance Revolution |
| "PARANOIA EVOLUTION"                                                          | 200                                | de Dance Dance Revolution Solo Bass Mix |
| "PARANOiA MAX ~DIRTY MIX~"                                                    | 190                                | de Dance Dance Revolution 2ndMix |
| "PARANOiA Rebirth"                                                            | 190'                               | de Dance Dance Revolution 3rdMix |
| "TRIP MACHINE ~luv mix~"                                                      | 2MB                                | de Dance Dance Revolution 2nd ReMix (JP PS)                                                                                                   |
| Canciones bloqueadas                                                          |                                    | |
| "Abyss"                                                                       | dj TAKA                            | de Beatmania IIDX 5th Style |
| "Burning Heat! (3 Option MIX)"                                                | Mr.T with Motoaki. F               | de Beatmania IIDX 7th Style remix de la canción temática de Gradius                                                                           |
| "サナ・モレッテ・ネ・エンテ"                                                  | Togo Project feat. Sana            | de Beatmania APPEND GOTTAMIX 2: Going Global                                                                                                  |
| "Silent Hill"                                                                 | THOMAS HOWARD                      | de Dance Dance Revolution 3rdMix |
| "Spin the disc"                                                               | good-cool                          | de Beatmania IIDX 5th Style |
| "HIGHER"                                                                      | NM feat. SUNNY                     | de Dance Dance Revolution 4thMix |
| "i feel..."                                                                   | AKIRA YAMAOKA                      | de Beatmania IIDX 7th Style |
| "MY SUMMER LOVE"                                                              | MITSU-O! with GEILA                | de Dance Dance Revolution 4thMix |
| ".59"                                                                         | dj TAKA                            | de Beatmania IIDX 2nd Style |
| "DXY!"                                                                        | TaQ                                | de Beatmania IIDX 4th Style |
| "ECSTASY"                                                                     | d-complex                          | de Dance Dance Revolution 5thMix |
| "Holic"                                                                       | TaQ                                | de Beatmania IIDX 3rd Style |
| "La Señorita"                                                                 | CAPTAIN.T                          | de Dance Dance Revolution 3rdMix |
| "LUV TO ME (AMD MIX)"                                                         | DJ KAZU feat. tiger YAMATO         | de Dance Dance Revolution 3rdMix |
| "WILD RUSH"                                                                   | FACTOR-X                           | de Dance Dance Revolution Solo 2000 |
| "SEXY PLANET"                                                                 | Crystal Aliens                     | de Dancing Stage featuring True Kiss Destination                                                                                              |
| "SUPER STAR"                                                                  | DJ RICH feat. TAILBROS.            | de Dance Dance Revolution Solo Bass Mix |
| "TRIP MACHINE CLIMAX"                                                         | DE-SIRE                            | de Dance Dance Revolution 4thMix |
| Canciones Boss                                                                |                                    | |
| "革命"                                                                        | dj TAKA with NAOKI                 | Encore Extra Stage One More Extra Stage en beatmania IIDX 7th style basado en El Estudio Op. 10, n.º 12 en Do menor, "Estudio Revolucionario" |
| "MAXX UNLIMITED"                                                              | Z                                  | EXTRA STAGE |
| Remixes en dificultad Challenge                                               |                                    | |
| "AFRONOVA (FROM NONSTOP MEGAMIX)"                                             | RE-VENGE                           | de Dance Dance Revolution 3rdMix Original Soundtrack Disc 2                                                                                   |
| "AM-3P (AM EAST Mix)"                                                         | KTz                                | Original de Konami |
| "B4U (B4 ZA BEAT MIX)"                                                        | NAOKI                              | de Dancemania SPEED 7 |
| "BRILLIANT 2U (K.O.G G3 MIX)"                                                 | NAOKI                              | de Dancemania SPEED 4 |
| "BURNIN' THE FLOOR (BLUE FIRE mix)"                                           | NAOKI                              | Original de Konami |
| "CELEBRATE NITE (EURO TRANCE STYLE)"                                          | N.M.R                              | Original de Konami |
| "DROP OUT (FROM NONSTOP MEGAMIX)"                                             | NW260                              | de Dance Dance Revolution Solo 2000 Original Soundtrack Disc 2                                                                                |
| "DYNAMITE RAVE (B4 ZA BEAT MIX)"                                              | NAOKI                              | de Dancemania SPEED 4 |
| "ECSTASY (midnight blue mix)"                                                 | d-complex                          | Original de Konami |
| "HIGHER (next morning mix)"                                                   | NM feat. SUNNY                     | Original de Konami |
| "HYSTERIA 2001"                                                               | NM                                 | de Beatmania 6thMix |
| "祭 JAPAN (FROM NONSTOP MEGAMIX)"                                             | RE-VENGE                           | de Dance Dance Revolution 5thMix Original Soundtrack Disc 2                                                                                   |
| "MY SUMMER LOVE (TOMMY'S SMILE MIX)"                                          | mitsu-O! with GEILA                | Original de Konami |
| "SEXY PLANET (FROM NONSTOP MEGAMIX)"                                          | Crystal Aliens                     | de Dance Dance Revolution Solo 2000 Original Soundtrack Disc 2                                                                                |
| "Silent Hill (3rd Christmas Mix)"                                             | THOMAS HOWARD                      | Original de Konami |
| "STILL IN MY HEART (MOMO MIX)"                                                | NAOKI                              | de Dancemania SPEED 8 |
| "SUPER STAR (FROM NONSTOP MEGAMIX)"                                           | D.J. RICH feat. TailBros.          | de Dance Dance Revolution Solo 2000 Original Soundtrack Disc 2                                                                                |
| "TSUGARU (APPLE MIX)"                                                         | RevenG vs DE-SIRE                  | Original de Konami |
| "WILD RUSH (FROM NONSTOP MEGAMIX)"                                            | FACTOR-X                           | de Dance Dance Revolution Solo 2000 Original Soundtrack Disc 2                                                                                |
| Retiradas de versiones anteriores (5 en Total) Todas de DDRMAX                |                                    | |
| "BYE BYE BABY BALLOON"                                                        | JOGA                               | de Dancemania 20 |
| "FLASH IN THE NIGHT"                                                          | FLASHMAN                           | de Dancemania HAPPY PARADISE 2 |
| "FOLLOW ME"                                                                   | LADY BABY                          | de Dancemania HAPPY PARADISE 2 |
| "GHOSTS (VINCENT DE MOOR REMIX)                                               | TENTH PLANET                       | de Dancemania World trance fantasiA |
| "TELEPHONE OPERATOR (CLUB MIX)"                                               | SHELLEY PETER                      | de Dancemania Summers 2001 |